# Sentiero europeo E12
Il sentiero europeo E12, noto anche come sentiero del Mediterraneo, è un sentiero europeo che unisce Gibilterra con Atene in Grecia, seguendo da ovest a est la costa mediterranea europea. La sua lunghezza totale è di oltre 2.880 km, al momento percorribili in pochi tratti.

## Percorso
| Urban head station in tunnel |

| Unknown route-map component "utKRZ" |

| Urban tunnel stop on track |

| Urban stop on track |

| Urban stop on track |

| Urban stop on track |

| Urban tunnel straight track |

| Urban stop on track |

| Urban stop on track |

| Urban tunnel straight track |

| Urban stop on track |

| Urban stop on track |

| Urban stop on track |

| Urban stop on track |

| Urban tunnel straight track |

| Urban stop on track |

| Unknown route-map component "uKRZ" |

| Urban stop on track |

| Urban stop on track |

| Urban stop on track |

| Unknown route-map component "uZOLL" |

| Urban tunnel straight track |

| Urban stop on track |

| Urban stop on track |

| Urban stop on track |

| Urban stop on track |

| Unknown route-map component "uABZg+l" |

| Urban stop on track |

| Unknown route-map component "uABZgl" |

| Urban stop on track |

| Unknown route-map component "uTEEaq" |

| Urban stop on track |

| Unknown route-map component "uZOLL" |

| Urban tunnel straight track |

| Urban tunnel stop on track |

| Urban tunnel straight track |

| Urban tunnel stop on track |

| Urban tunnel stop on track |

| Urban tunnel straight track |

| Urban tunnel stop on track |

| Urban tunnel straight track |

| Urban tunnel stop on track |

| Urban tunnel straight track |

| Urban stop on track |

| Unknown route-map component "uKRZ" |

| Urban stop on track |

| Urban stop on track |

| Urban stop on track |

| Urban stop on track |

| Urban stop on track |

| Unknown route-map component "uENDEe" |

| Unknown route-map component "uENDEa" |

| Unknown route-map component "uZOLL" |

| Unknown route-map component "uKRZt" |

| Urban stop on track |

| Urban stop on track |

| Unknown route-map component "uZOLL" |

| Urban stop on track |

| Urban stop on track |

| Urban tunnel stop on track |

| Urban tunnel stop on track |

| Unknown route-map component "utBS2+l" | Unknown route-map component "utBS2+r" |

| Urban tunnel straight track | Urban tunnel stop on track |

| Urban tunnel stop on track | Urban tunnel straight track |

| Urban tunnel straight track | Urban tunnel stop on track |

| Unknown route-map component "utBS2l" | Unknown route-map component "utBS2r" |

| Urban tunnel stop on track |

| Urban tunnel stop on track |

| Urban tunnel stop on track |

| Urban tunnel stop on track |

| Unknown route-map component "utBS2+l" | Unknown route-map component "utBS2+r" |

| Urban tunnel stop on track | Urban tunnel straight track |

| Urban tunnel straight track | Urban tunnel stop on track |

| Urban tunnel stop on track | Urban tunnel straight track |

| Unknown route-map component "utBS2l" | Unknown route-map component "utBS2r" |

| Urban tunnel stop on track |

| Urban tunnel stop on track |

| Urban tunnel stop on track |

| Urban tunnel stop on track |

| Unknown route-map component "utBS2+l" | Unknown route-map component "utBS2+r" |

| Urban tunnel straight track | Unknown route-map component "uZOLL" |

| Urban tunnel straight track | Urban tunnel stop on track |

| Urban tunnel straight track | Unknown route-map component "uZOLL" |

| Unknown route-map component "utBS2l" | Unknown route-map component "utBS2r" |

| Urban tunnel stop on track |

| Urban tunnel stop on track |

| Unknown route-map component "utKRZt" |

| Unknown route-map component "utENDEe" |

| Unknown route-map component "utENDEa" |

| Urban tunnel straight track |

| Urban End station in tunnel |

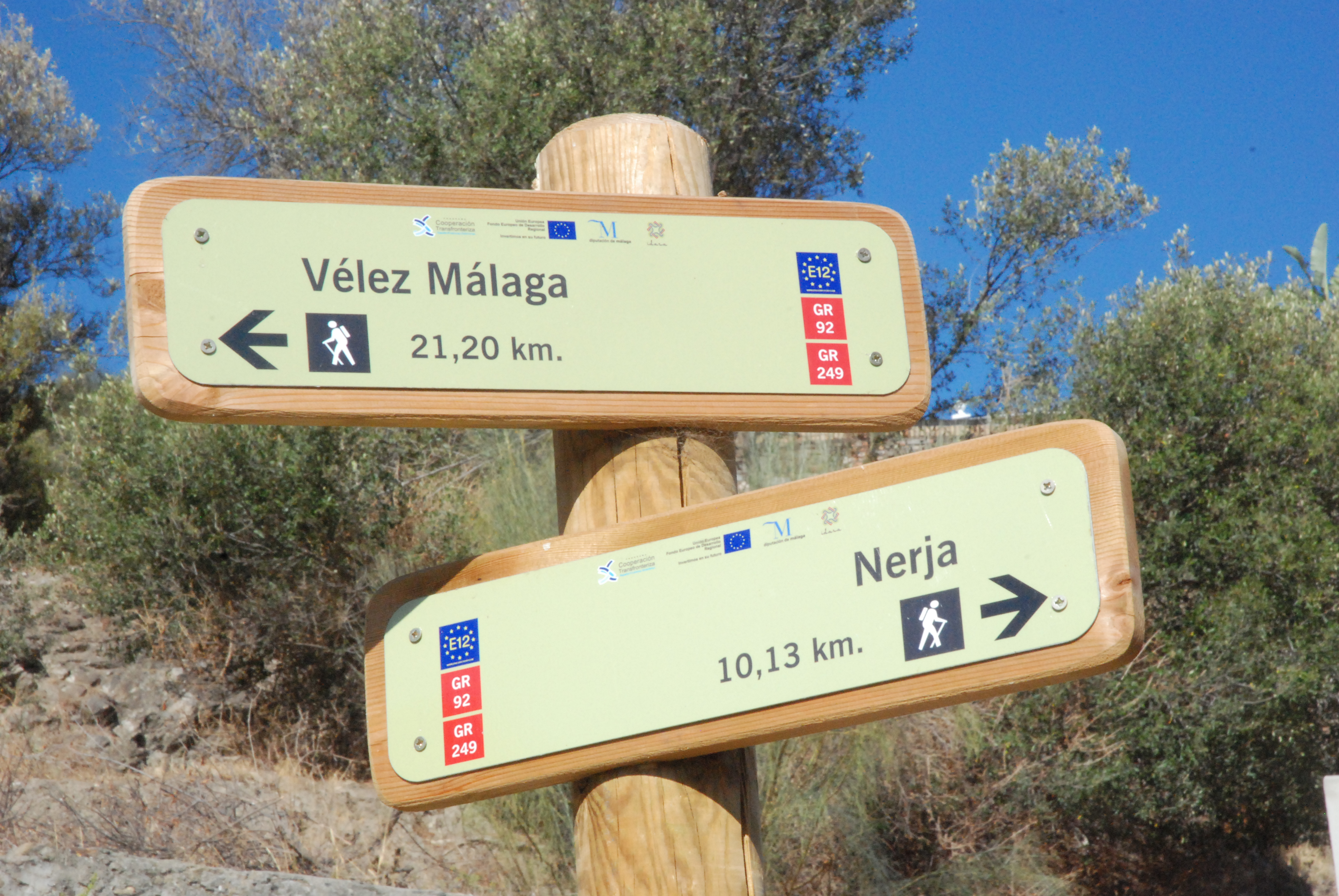
Un segnale sul sentiero compreso tra Vélez-Málaga e Nerja, in Spagna.

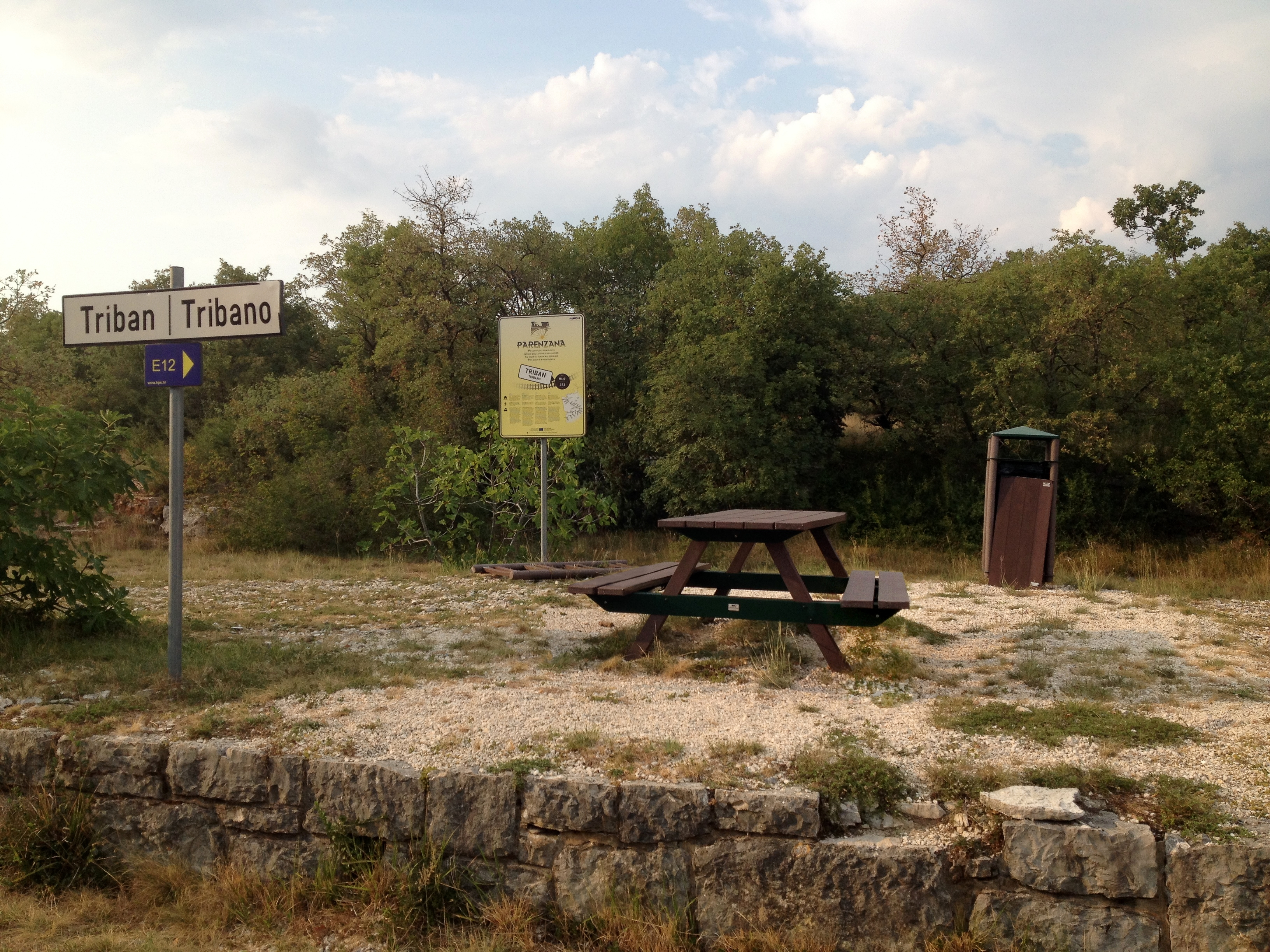
La vecchia stazione di Tribano della ferrovia Parenzana a Buie, convertita in area ristoro lungo il tratto croato del sentiero E12.

L'idea della creazione di un sentiero che percorresse le sponde del Mediterraneo è stata voluta dalle associazioni di settore italiane, francesi e spagnole nel 2009. Inizialmente l'idea era di creare un anello intorno al Mediterraneo, con un sentiero che attraversasse, oltre ai Paesi europei, anche Turchia, Siria, Libano, Israele, Egitto, Libia Tunisia, Algeria e Marocco; al momento tuttavia il progetto del percorso è stato limitato tra la Spagna e la Grecia.
Attualmente pochi tratti sono stati realizzati, tra cui qualche centinaio di chilometri in Andalusia, nel sud della Spagna, uno dei due tratti francesi, un breve tratto nel Cilento, la totalità della parte in Slovenia e un tratto nell'Istria, in Croazia.
Il tratto italiano è gestito dalla Federazione Italiana Escursionismo, mentre quelli spagnolo, francese, sloveno, croato, bosniaco e greco rispettivamente dalla Federación Española de Deportes de Montaña y Escalada, Fédération Française de la Randonnée Pédestre, Planinska zveza Slovenije, Hrvatski planinarski savez, Planinarski savez Federacije Bosne i Hercegovine e Federazione ellenica di alpinismo e arrampicata.

### Spagna
In Spagna il sentiero è stato realizzato in due sezioni, una in Andalusia e una in Catalogna.
Il tratto in Andalusia collega Manilva con Nerja, passando per Estepona, Marbella, Ojén, Mijas, Benalmádena, Malaga e Vélez-Málaga. Questo tratto localmente prende il nome di "La Senda Litoral" ed è stato realizzato a partire dal 2014 per una lunghezza di 212 km. Tra Nerja ed Estepona il sentiero è parte del percorso ad anello GR 249 ("Gran Senda de Málaga").
In Catalogna la E12 si sovrappone al sentiero GR 92 (Costa Brava). Questo ha principio a Ulldecona, al confine con la Comunità Valenciana, e termina a Portbou, sul confine francese, passando per la Costa Daurada, e descrivendo un ampio arco intorno alle città di Tarragona e Barcellona fino a Blanes sulla Costa Brava. Questo tratto è lungo 589 km.

### Francia
Al 2017 il tratto francese è limitato alla sua parte orientale, da Montpellier a Mentone, sul confine italiano, passando per Saint-Gilles, Arles, Aix-en-Provence, Frejus e Nizza.
Questo corrisponde ad una parte del sentiero nazionale denominato GR 653, noto anche come Via Tolosana, una delle vie francesi del cammino di Santiago di Compostela.

### Italia
Il tratto italiano è previsto che si estenda da Ventimiglia, a continuazione del tratto francese, a Castrocucco, in Basilicata, per una lunghezza totale di 1460,32 km.
Il tracciato non è stato definito ancora in tutta la sua lunghezza e la sua realizzazione è limitata a pochi chilometri nel Cilento e nella costiera amalfitana; in linea di principio questo segue grossomodo la linea della costa tirrenica, tuttavia, a causa della morfologia del territorio e della presenza di molte aree fortemente urbanizzate, talvolta si addentra nell'entroterra fino a raggiungere altitudini considerevoli (passo di Sella sulle Alpi Apuane a 1495 m s.l.m.).
Tra le parti realizzate tra le più significative vi è una parte del sentiero ad anello delle Sirenuse, fra i colli di Fontanelle e Torca con vista delle Sirenuse (Li Galli), sul versante meridionale della penisola sorrentina, e una parte nel Cilento, tra Marina di Camerota e Scario, passando per il belvedere di Ciolandrea, il Vallone Trarro e la costa della Masseta.

### Slovenia
La sezione slovena del sentiero, inaugurata nel dicembre 2016, è lunga 50 km e va da Capodistria a Pirano.
Il tracciato ha principio nella frazione di Scoffie, sul il sentiero della salute e dell'amicizia, un percorso che unisce Trieste con Parenzo in Croazia, a sua volta ricavato sul percorso della dismessa ferrovia Parenzana.

### Croazia
La sezione croata ha inizio al termine del sentiero sloveno a Plovania e attraverso l'intera Croazia, con diversi tratti sulle isole dalmate, per una lunghezza totale di 1300 km suddivisi in diversi tratti.
E12-a
Il primo tratto croato è denominato "Istria nord-occidentale" e si estende per 60 km tra Plovania e Parenzo, prevalentemente sul tracciato della ferrovia Parenzana; a sua volta il percorso dell'Istria nord-occidentale è diviso in quattro percorsi:
- Plovania-Buie: 10,6 km, percorrenza 2h 30min
- Buie-Verteneglio: 15,6 km, percorrenza 4h
- Verteneglio-Castellier: 15,8 km, percorrenza 4h
- Castellier-Parenzo: 17,4 km, percorrenza 4h 30min

Il tracciato pianificato riprende dopo Parenzo lungo la costa occidentale dell'Istria passando per Orsera, Rovigno, Dignano, Pola, Medolino e poi per quella orientale toccando Albona e Abbazia. Poi si sposta sull'isola di Cherso (Cres) e in seguito sulle altre isole dalmate, tra cui Veglia (Krk), Lussino (Lošinj), Arbe (Rab) e Pago (Pag), mentre sulla terraferma passa per i parchi nazionali del Velebit settentrionale e di Paklenica.
E12-b
Il secondo tratto del percorso croato inizia nell'entroterra di Zara per poi tornare sulle isole Isola Lunga (Dugi otok), Ugliano (Ugljan), Incoronata (Kornati), e continuare per il lago di Vrana, le cascate della Cherca (Krka), Sebenico, Traù e Spalato. Poi si sviluppa nuovamente sulle isole, tra cui Lesina (Hvar), Brazza (Brač), Lissa (Vis), Lagosta (Lastovo) e Curzola (Korčula), e poi torna sulla terraferma a Macarsca, alle pendici del monte Biocovo.
E12-c
L'ultimo tratto croato del sentiero E12, dopo un circuito ad anello in Bosnia ed Erzegovina, riprende lungo la penisola di Sabbioncello (Pelješac) e l'isola di Meleda (Mljet), fino a Ragusa, al confine con il Montenegro.

### Bosnia ed Erzegovina
La parte bosniaca del sentiero dovrebbe partire da Neum, sul confine croato e passare per la area protetta di Hutovo Blato, Počitelj, Mostar e Medjugorje.

### Grecia
Il tratto greco del sentiero non è stato ancora definito.